# Santia hofsteni
Santia hofsteni is een pissebed uit de familie Santiidae. De wetenschappelijke naam van de soort is voor het eerst geldig gepubliceerd in 1933 door Åke Nordenstam.